# I-93
I-93 (Interstate 93) — межштатная автомагистраль в Соединённых Штатах Америки, длиной 189,95 мили (305,69 км). Проходит по территории трёх штатов.
| Штат  | миль   | км     |
| ----- | ------ | ------ |
| MA    | 46,19  | 74,33  |
| NH    | 131,39 | 211,45 |
| VT    | 11,10  | 17,86  |
| Всего | 188,68 | 303,65 |

## Маршрут магистрали

### Массачусетс
Межштатная автомагистраль 93 начинается на развязке 12 магистрали 95. I-95 затем направляется на северо-запад, а I-93 — на юго-запад, проходя через южные пригороды Бостона. Немного южнее центра Бостона располагается развязка I-93 и I-90. Затем I-93 пересекает реку Чарльз под землёй. Затем магистраль 93 направляется на север и снова пересекает I-95. Далее на север I-93 пересекает I-495.

### Нью-Гэмпшир
По территории Нью-Гэмпшира I-93 проходит немного более 210 км. Магистраль пересекает границу с Массачусетсом в городе Сэйлем. Затем I-93 пересекает реку Мерримак и проходит через столицу Нью-Гэмпшира — Конкорд. В Конкорде от I-93 отходит вспомогательная магистраль I-393, направляющаяся на восток. I-93 продолжает идти на север и проходит через Парк штата Франкония-Нотч. Последний город, через который проходит магистраль — Литлтон.

### Вермонт
В Вермонте располагается лишь одна развязка I-93 — с I-91. Расположена она в городе Сент-Джонсбери. I-91 затем направляется в сторону границы с Канадой.

## Основные развязки
- I-90, Бостон
- I-95 / Route 128, Рединг
- I-495, Эндовер
- I-293 / NH 101, Манчестер
- I-293, Хуксет
- I-89, Боу
- I-89 / US 4 / US 202, Конкорд